# ハーマン・フレガー
ハーマン・フレガー（Herman Phleger, 1890年9月5日 - 1984年11月21日）は、アメリカ合衆国の弁護士。

## 生涯
フレガーはカリフォルニア州において、法律事務所ブロベック・フレガー・ハリソンに出資し、共同設立者となった。1945年、フレガーはドイツにおいて連合国の占領統治機構の構築に参加した。フレガーは1953年に国務省で国務省法律顧問となり、国務長官ジョン・フォスター・ダレスを補佐した。1959年、フレガーは南極会議で議長を務め、南極条約を起草した。フレガーは1962年から1968年まで軍備管理軍縮委員会の委員を務め、軍縮問題について大統領や国務長官を補佐した。
フレガーは企業弁護士として、数多くの問題を取り扱った。その中には、ウェルズファーゴ銀行、カリフォルニア連合石油社、マトソン船舶社、ファイバーボード・カンパニー社、ニュー全土農業社からの依頼もあった。
1984年11月21日、フレガーはカリフォルニア州サンマテオの自宅で死去した。